# تايبو
تايبو هي جبنة تُصنع من حليب البقر ذات منشأ دنماركية. تُشكّل على هيئة الرغيف، ذات لون كريمي، ومن الداخل بها ثقوب وقشرتها صفراء. قوامها شبه صلب 25-46٪، لها نكهة مالحة وناعمة بمذاق اللاكتيك. في بعض الأحيان يتم تنكيهها ببذور الكراوية.
وُصفت عملية إنتاج جبنة التايبو في العصور الوسطى، والتي تتمثل بتخثير الحليب الطازج الدافئ غير منزوع الدسم وتقليبه باليد أو المغرفة حتى يحدث الانفصال وتبدأ المادة الصلبة بالاستقرار. ثم تعجن المادة الصلبة وتُعصر وتوضع بشكل طبقات مع رش الملح بينها.